# Городище (городской округ Шаховская)
Городище — деревня в городском округе Шаховская Московской области.
Деревня расположена в юго-восточной части округа, примерно в 13 км к юго-востоку от райцентра Шаховская, на правом берегу реки Рузы, высота центра над уровнем моря 223 м. Ближайшие населённые пункты — Ивановское на противоположном берегу реки и Якшино на северо-западе.
По материалам Всесоюзной переписи населения 1926 года Городище — деревня Житонинского сельсовета Серединской волости Волоколамского уезда Московской губернии, проживало 58 жителей (27 мужчин, 31 женщина), насчитывалось 11 крестьянских хозяйств.
С 1929 года — населённый пункт в составе Шаховского района Московской области.
1994—2006 гг. — деревня Серединского сельского округа Шаховского района.
2006—2015 гг. — деревня сельского поселения Серединское Шаховского района.
2015 г. — н. в. — деревня городского округа Шаховская Московской области.

## Население
| 2002 | 2006 | 2010 |
| ---- | ---- | ---- |
| 10   | ↘1   | ↗3   |